# Que le diable l'emporte
Que le diable l'emporte (titre original : The Greatest Trick The Devil Ever Pulled) est un roman policier fantastique, paru de manière anonyme en 2019. Il s'agit du huitième volume de la série Bourbon Kid.

## Résumé
Le Diable vient d'apprendre que le Bourbon Kid n'est pas mort et que sa compagne Beth attend un enfant de lui. Conformément au pacte que le Bourbon Kid a signé avec lui, sa descendance lui revient de droit. Il met alors au point un stratagème pour tuer le Bourbon Kid, Beth et leur progéniture. Il utilise les talents de voyante d'Annabel de Furgyn afin de connaître la future destination du couple, une abbaye près d'un petit village du Texas. Le diable envoie Eric Einstein, le frère d'Albert Einstein, mettre en place dans l'abbaye un portail temporel vers l'année 1896. Le but de ce portail est de piéger Beth dans le passé, afin qu'elle accouche d'un fils qui deviendra le propriétaire de l'abbaye. Dracula est envoyé avec Eric Einstein pour tuer ce propriétaire et laisser des indices quant à l'identité du mort afin que le Bourbon Kid trouve son cadavre et comprenne qu'il s'agit de son fils... Mais les choses ne vont pas se dérouler tout à fait comme le Diable l'a prévu...

## Éditions
- The Greatest Trick The Devil Ever Pulled, Black Shadow Press, 24 septembre 2019, 297 p.  (ISBN 978-0-9932577-5-9)
- Que le diable l'emporte, Sonatine, 29 août 2019, trad. Cindy Colin-Kapen, 400 p.  (ISBN 978-2-35584-767-7)
- Que le diable l'emporte, Le Livre de poche, coll. « Thriller » no 35887, 2 septembre 2020, trad. Cindy Colin-Kapen, 528 p.  (ISBN 978-2-253-18155-2)